# Hulitherium
Hulitherium tomasetti — вимерла сумчаста тварина з Нової Гвінеї в плейстоцені. Назва виду вшановує Берарда Томасетті, католицького священика в Папуа-Новій Гвінеї, який привернув увагу експертів до скам'янілостей. Назва роду Hulitherium вказує на народ хулі.

## Скам'янілості
Гулітерій був описаний на основі майже повного черепа, кількох відокремлених зубів, фрагмента нижньої щелепи, атланта та шийних хребців, майже повної плечової кістки та уламкових кісток задньої кінцівки. Скелет припускає, що кінцівки були дуже рухливі порівняно з іншими дипротодонтидами і що це був браузер (травоїдний).

## Біологія
Гулітерій жив у гірських тропічних лісах. Ймовірно харчувався бамбуком. Це був один з найбільших ссавців Нової Гвінеї, заввишки 1 м, у довжину ≈ 2 м і вагою 75–200 кілограмів. Flannery and Plane (1986) припустили, що оскільки мало що змінилося з пізнього плейстоцену, люди могли бути основним фактором, який призвів до його вимирання. Головка стегнової кістки лежить безпосередньо над валом, що разом із морфологією плечово-ліктьового суглоба свідчить про те, що Hulitherium піднімався на задні ноги, щоб харчуватися. Результати стоматологічного мікрозносу підтверджують, що Hulitherium був браузером, який живився м’яким рослинним матеріалом, а не волокнистим бамбуком.